# هاريس بلقبلة
هاريس بلقبلة (28 يناير 1994 فرنسا - ) هو لاعب كرة قدم جزائري، شارك في كرة القدم في الألعاب الأولمبية الصيفية 2016.
أعاد مدرب المنتخب الجزائري بلماضي استدعاء بلقبلة من أجل الدخول في تربص تحضيري لمقابلة المنتخب زامبيا يوم 14 نوفمبر 2019 والتي تندرج ضمن الجولتين الأولى والثانية من تصفيات كأس الأمم الأفريقية 2021 بالكاميرون.

## الإحصائيات
| الموسم     | النادي     | بطولة      | بطولة   | بطولة | الكأس الوطني | الكأس الوطني | كأس الدوري | كأس الدوري | المجموع | المجموع | دقائق اللعب |
| الموسم     | النادي     | دوري       | مباريات | أهداف | مباريات      | أهداف        | مباريات    | أهداف      | مباريات | أهداف   | دقائق اللعب |
| ---------- | ---------- | ---------- | ------- | ----- | ------------ | ------------ | ---------- | ---------- | ------- | ------- | ----------- |
| 2014-2015  | نادي تور   | الدوري 2   | 36      | 2     | 4            | 0            | 1          | 0          | 41      | 2       | 152         |
| 2015-2016  | نادي تور   | الدوري 2   | 34      | 2     | 3            | 1            | 3          | 1          | 40      | 4       | 3053        |
| 2016-2017  | نادي تور   | الدوري 2   | 31      | 0     | 1            | 1            | -          | -          | 32      | 1       | 2767        |
| 2017-2018  | نادي تور   | الدوري 2   | 31      | 1     | 3            | 0            | 4          | 0          | 38      | 1       | 3106        |
| مجموع جزئي | مجموع جزئي | مجموع جزئي | 132     | 5     | 11           | 2            | 8          | 1          | 151     | 8       | 9078        |
| 2018-2019  |            | الدوري 2   | 33      | 1     | 1            | 0            | 2          | 0          | 36      | 1       | 2701        |
| 2019-2020  |            | الدوري 1   | 13      | 0     | -            | -            | -          | -          | 13      | 0       | 110         |
| مجموع كلي  | مجموع كلي  | مجموع كلي  | 178     | 6     | 12           | 2            | 10         | 1          | 200     | 9       | 11889       |

## روابط خارجية
- حارس بلقبلة على موقع قاعدة بيانات كرة القدم.إي يو (الإنجليزية)
- حارس بلقبلة على موقع بيانات كرة القدم. دي إي (الألمانية)
- حارس بلقبلة على موقع ليكيب (الفرنسية)
- حارس بلقبلة على موقع ناشيونال فوتبول تيمز (الإنجليزية)
- حارس بلقبلة على موقع Soccerway.com (الإنجليزية)
- حارس بلقبلة على موقع عالم كرة القدم.نت (الإنجليزية)
- حارس بلقبلة على موقع أوليمبيديا (الإنجليزية)